# Frans Peeters
Frans Peeters, född 30 augusti 1956 i Herentals, är en belgisk före detta sportskytt.
Peeters blev olympisk bronsmedaljör i trap vid sommarspelen 1988 i Seoul.